# Biennale Sztuki dla Dziecka
Biennale Sztuki dla Dziecka – cykl imprez artystycznych, organizowanych co dwa lata w Poznaniu, koncentrujących się na szeroko rozumianej sztuce skierowanej do dzieci i młodzieży. Za każdym razem impreza skupia się na innych dziedzinach sztuki.
Pierwsze biennale zorganizowano w 1973 roku.   
Komitet Organizacyjny I Biennale tworzyli: zastępca przewodniczącego ds. teatru: Leokadia Serafinowicz (Dyrektor i Kierownik Teatru Lalki i Aktora „Marcinek” w Poznaniu), zastępca przewodniczącego ds. literatury: Janusz Dembski (Dyrektor Miejskiej Biblioteki Publicznej im. Edwarda Raczyńskiego w Poznaniu), zastępca przewodniczącego ds. filmu: Jerzy Tuszyński (Dyrektor Oddziału Poznańskiego CFO „FILMOS”), sekretarz: Jan Szajek (Dyrektor Pałacu Kultury w Poznaniu). Przewodniczącym Komitetu Organizacyjnego I Biennale został Andrzej Wituski.
Organizatorem biennale jest Centrum Sztuki Dziecka w Poznaniu. Na zakończenie imprezy wręczane są nagrody dla wybitnych działaczy i artystów za ich wkład w rozwój dyscypliny sztuki, której edycja dotyczyła, adresowanej do młodego odbiorcy.  

## Edycje
- 2015, 5-21 czerwca: XX Biennale Sztuki dla Dziecka, "Ocean dźwięków"[3][4]
- 2013, 208 czerwca: XIX Biennale Sztuki dla Dziecka, "Słowo na terytorium sztuki dla dziecka"[5]
- 2011, 9-14 maja: XVIII Biennale Sztuki dla Dziecka[6]